# وادی الوسعه
وادی الوسعه یک منطقهٔ مسکونی در قطر است که در شهرداری الضعاین واقع شده‌است.